# Slag bij Reims (356)

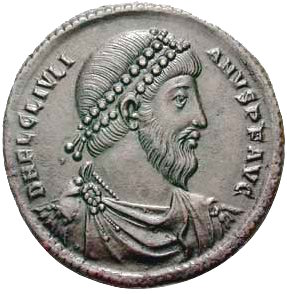
Julianus

De Slag bij Reims werd in 356 gestreden bij de tegenwoordige stad Reims (Frankrijk), tussen het Romeinse leger (aangevoerd door keizer Julianus Apostata) en de Alemannen. De Alemannen kwamen als overwinnaars uit deze veldslag.

## Aanleiding
Door de usurpatie van Magnentius en van Silvanus, was de grens-verdediging in Gallië verzwakt. De grenzen kwamen verder onder druk te staan toen Franken en Alemannen in 355 Gallië binnenvielen.
Julianus, de neef van de Romeinse keizer Constantius II werd tot opperbevelhebber benoemd van het leger in Gallië en voerde sindsdien diverse campagnes om de grenzen te herstellen. In 356 heroverde hij Keulen en sloot vrede met de Franken. Daarna trok hij op tegen de Alemannen.

## De veldslag
Bij Reims ontmoetten de legers elkaar en vond de veldslag plaats. Julianus had de sterkte van de Alemannen onderschat, want de strijd eindigde in het voordeel van de Alemannen. De Romeinen werden gedwongen tot de aftocht en moesten zich terugtrekken om op versterkingen te wachten.

## Nasleep
Nadat het Romeinse leger zich had gehergroepeerd vond er het jaar daarop een volgende treffen plaats bij Argentoratum (nu Straatsburg). Ditmaal werden de Alemannen verpletterd verslagen en teruggedreven achter de Rijn.

## Bron
- Ammianus Marcellinus, Romeins historicus

Gardameer · Placentia · Fano · Pavia · Vindonissa · Reims · Straatsburg · Sulz am Nackar · Argentovaria · Langres
Oorlogen van de Romeinse Republiek
· Romeins-Etruskische Oorlogen
· Romeins-Aequische Oorlogen
· Latijnse Oorlog
· Romeins-Hernicische Oorlogen
· Romeins-Volscische Oorlogen
· Samnitische oorlogen (Eerste, Tweede, Derde)
· Pyrrhische Oorlog
· Punische oorlogen (Eerste, Tweede, Derde)
· Illyrische Oorlogen (Eerste, Tweede, Derde)
· Macedonische Oorlogen (Eerste, Tweede, Derde, Vierde)
· Romeins-Seleucidische Oorlog
· Aetolische Oorlog
· Galatische Oorlog
· Romeinse Verovering van Hispania (Eerste Celtiberische Oorlog, Lusitanische Oorlog, Numantische Oorlog, Sertorische Oorlog, Cantabrische Oorlogen)
· Achaeïsche Oorlog
· Oorlog tegen Jugurtha
· Cimbrische Oorlog
· Servilische Oorlogen (Eerste, Tweede, Derde)
· Bondgenotenoorlog
· Sulla's Burgeroorlogen (Eerste, Tweede)
· Mithridatische oorlogen (Eerste, Tweede, Derde)
· Gallische Oorlog
· Romeinse expedities naar Britannia
· Burgeroorlog tussen Pompeius en Caesar
· Einde van de Republiek (Slag bij Mutina, Burgeroorlog tegen Brutus en Cassius, Siciliaanse Opstand, Perusiaanse Oorlog, Burgeroorlog tussen Antonius en Octavianus)
Oorlogen van het Romeinse Keizerrijk
· Germaanse Oorlogen (Teutoburgerwoud, Marcomannenoorlog, Alemannische Oorlogen, Gotische Oorlog, Visigotische Oorlogen)
· Romeinse verovering van Britannia
· Boudicca
· Armenische Oorlog
· Vierkeizerjaar
· Joodse Oorlog
· Romeins-Parthische Oorlog
· Romeins-Perzische oorlogen
· Burgeroorlogen van de derde eeuw
. Gotische oorlog (376-382)
. Gotische opstand van Alarik I
. Gildonische opstand
. Gotische oorlog (402-403)
. Pictische oorlog van Stilicho
. Oorlog van Heraclianus
. Oorlog van Radegaisus
. Rijnoversteek
. Romeinse Burgeroorlog 427-429
· Val van het West-Romeinse Rijk